# Samtidsmusik
Samtidsmusik er et udtryk der ofte bruges som en fællesnævner for kunstmusik i det 20. og 21. århundrede. Den bliver ofte regnet som en stil inden for den vestlige musik, men også komponister fra andre dele af verden kan falde ind under betegnelsen. Man kan i sagens natur også tale om samtidsmusik inden for andre musikgenrer, for eksempel rytmisk musik.
Samtidsmusik kan dække en mangfoldighed af udtryk, fra modernisme og postmodernisme til neoklassisisme, minimalisme og nyvenlighed. Det er tydeligt hvis man sammenligner komponister som Pierre Boulez, Karlheinz Stockhausen, John Adams, Philip Glass, Steve Reich, Louis Andriessen, Brian Ferneyhough, Helmut Lachenmann, Wolfgang Rihm, Krzysztof Penderecki, Arvo Pärt, Tristan Murail, Philippe Hurel, John Tavener, Salvatore Sciarrino, Younghi Pagh-Paan og Kaija Saariaho .

## Forholdene for samtidsmusik i Norge
Af kendte norske samtidskomponister kan nævnes Arne Nordheim, Olav Anton Thommessen, Lasse Thoresen, Cecilie Ore, Rolf Wallin, Asbjørn Schaatun, Jon Øyvind Ness, John Persen, Eivind Buene og Maja Ratkje.
Samtidsmusik er obligatorisk emne i den norske grundskole (Læreplan 97).
Man har udmærkelser inden for kategorien samtidsmusik, blandt andet Edvard-prisen og Spellemannprisen. Tilskud til arbejdet sker blandt andet gennem Norsk musikfond.
De sidste år er der vokset en mængde ensembler frem i Norge som udøver nyskrevet musik på højt niveau. Blandt andet Oslo Sinfonietta, Cikada, asamisimasa, Poing og Bit 20.
Norske komponisters interesser varetages af Norsk Komponistforening eller NOPA.